# Alexandros Tombazis

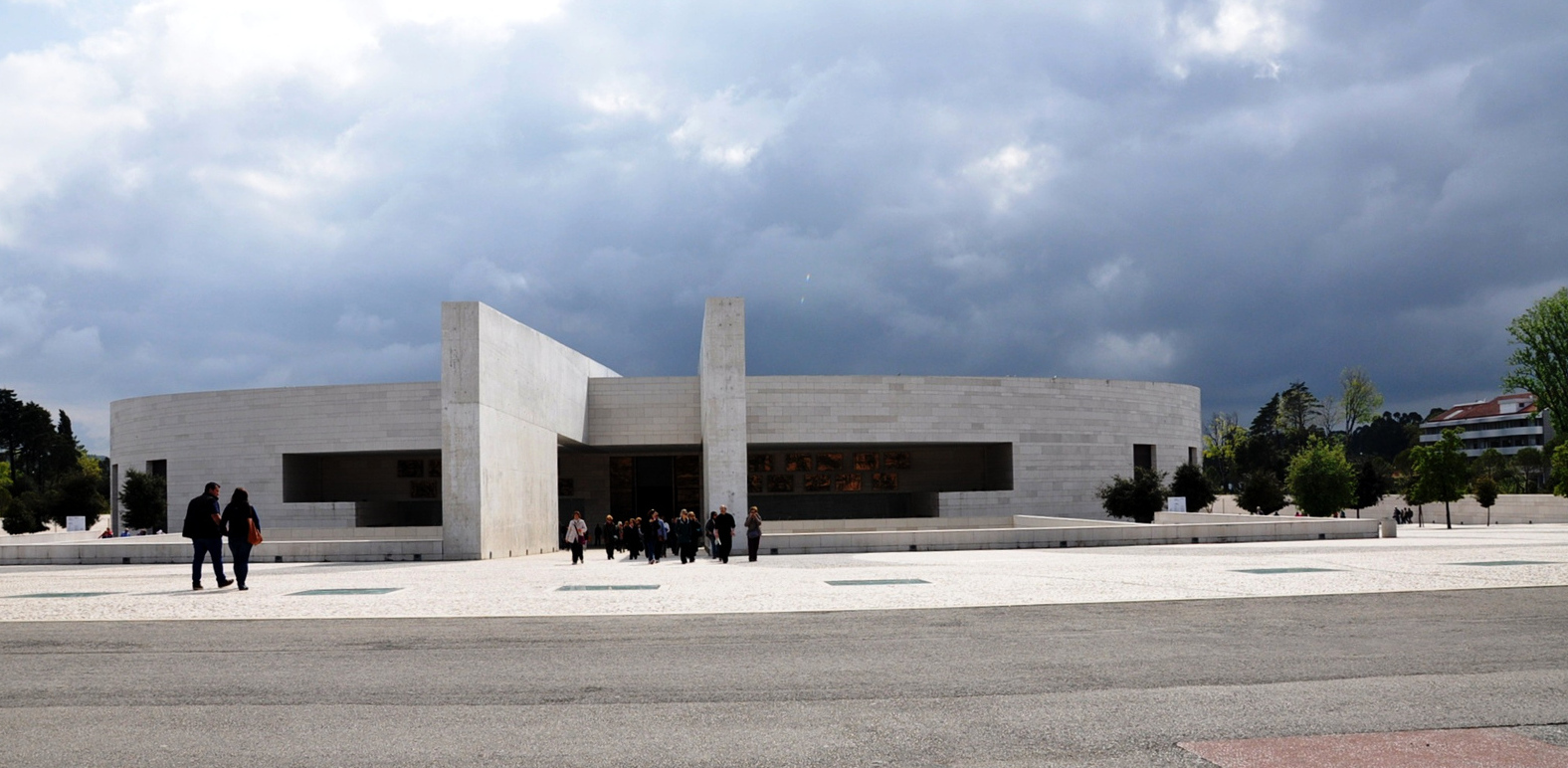
Basílica da Santíssima Trindade, em Fátima, Portugal, projetada por Tombazis.

Alexandros Tombazis (Nova Deli, 10 de abril de 1939 – Atenas, 24 de junho de 2024)  foi um arquiteto grego nascido na Índia. Foi um dos arquitetos gregos mais proeminentes.

## Carreira
Alexandros Tombazis nasceu em 1939 na Índia, tendo passado a infância ali e em Inglaterra,[carece de fontes?] antes de se fixar permanentemente na Grécia, onde estudou e trabalhou. Formou-se na Escola de Arquitetura da Universidade Técnica Nacional de Atenas em 1962.[carece de fontes?] Viveu e trabalhou em Atenas. Venceu inúmeros prémios e concursos; em 2006 foi-lhe atribuído o Doutoramento Honoris-causa pela Universidade de Tessalonica; era membro honorário do American Institute of Architects. Entre as mais de 300 obras que projetou e viu construídas, destaque-se a Basílica da Santíssima Trindade, (Fátima, Portugal), de que foi autor depois de vencer o concurso internacional lançado para esse efeito em 1997. Segundo Marco Daniel Duarte, director do Museu do Santuário de Fátima em 2024, Alexandros Tombazis introduziu, na Cova da Iria, «a paisagem arquitetónica respeitante aos cânones preconizados pela chamada arquitetura minimalista e que bem pode ser caraterizada como arquitetura do silêncio», acrescentando que foi «responsável por um dos espaços religiosos mais marcantes do tempo contemporâneo». Foi igualmente o autor da parte inicial do plano para o Presbitério do Recinto de Oração, que foi inaugurado em 2016, durante a celebração do Centenário das Aparições.
Faleceu em 24 de Junho de 2024.

## Galeria de fotos - obras

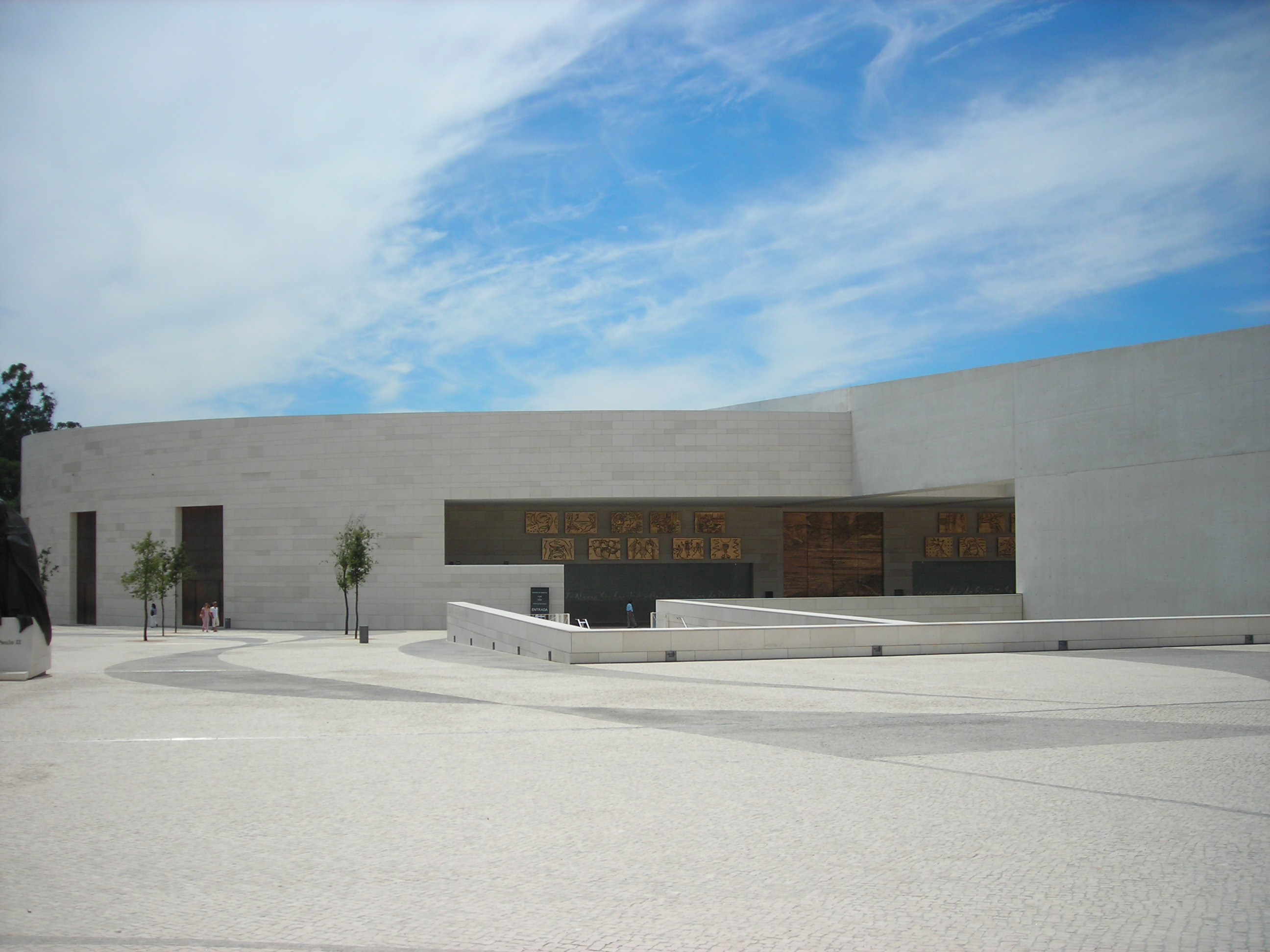
Igreja da Santíssima Trindade em Fátima, Portugal
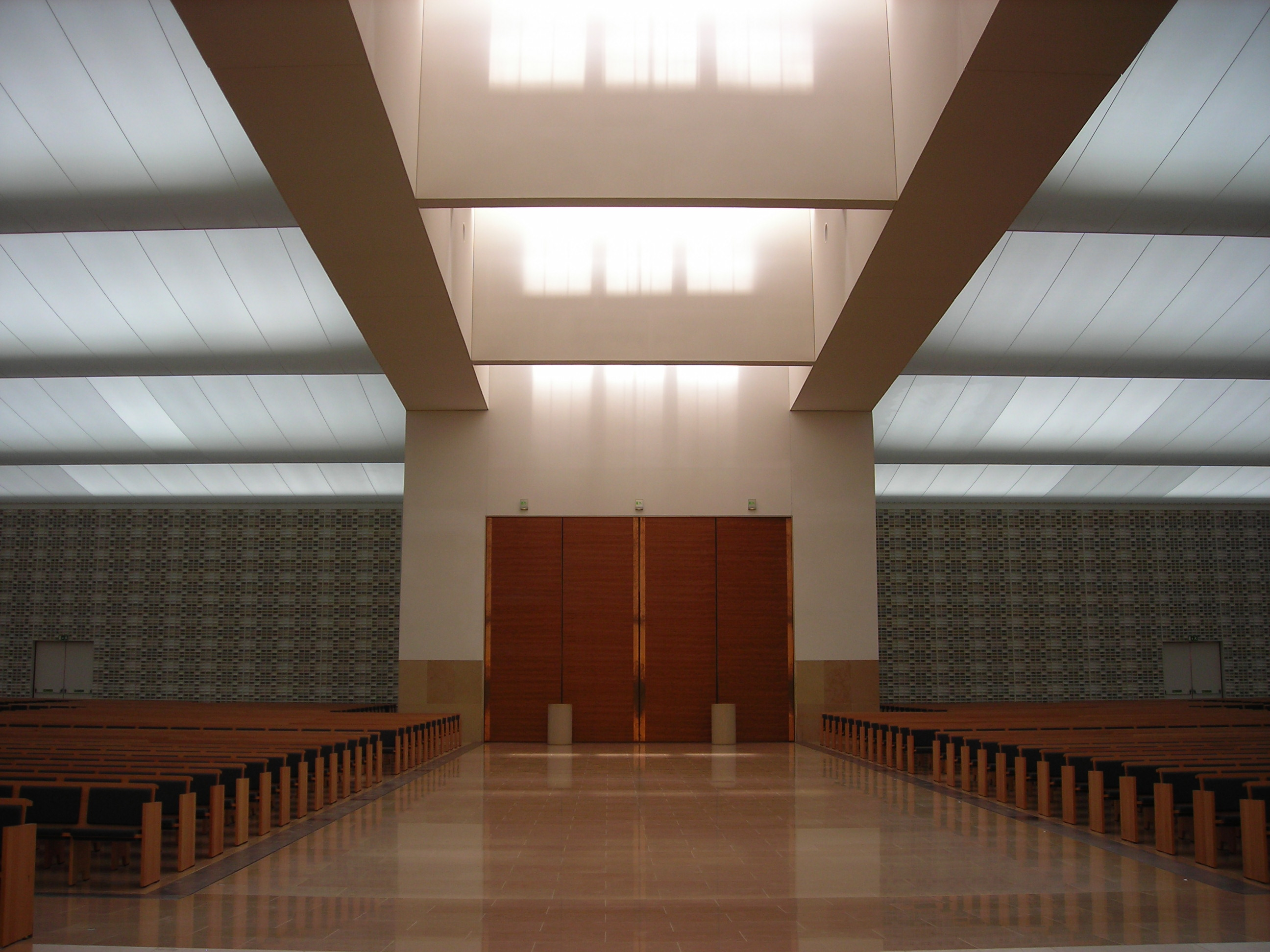
Igreja da Santíssima Trindade, interior.
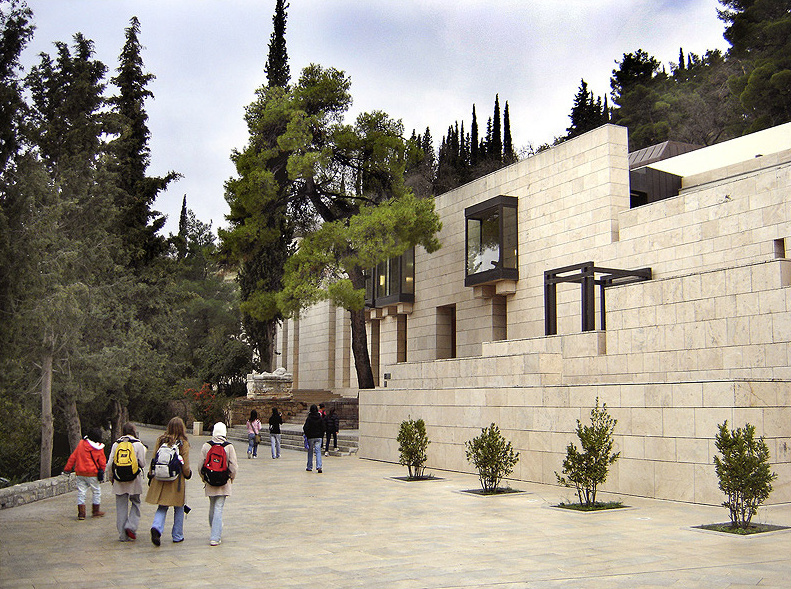
Museu arqueológico de Delfos